# Alexander Harkam
Alexander Harkam (Graz, 17 november 1981) is een Oostenrijks voetbalscheidsrechter. Hij was in dienst van FIFA en UEFA tussen 2012 en 2019. Ook leidt hij sinds 2009 wedstrijden in de Bundesliga.
Op 23 september 2009 leidde Harkam zijn eerste wedstrijd in de Oostenrijkse eerste divisie. De wedstrijd tussen LASK Linz en Austria Kärnten eindigde in 3–1. Hij gaf in dit duel vijf gele kaarten, waarvan twee aan dezelfde speler van Austria. Drie jaar later, op 12 juli 2012, floot de scheidsrechter zijn eerste wedstrijd in de UEFA Europa League. Metaloerg Skopje en Birkirkara troffen elkaar in de eerste ronde (0–0). In dit duel deelde de Oostenrijkse leidsman zeven gele kaarten uit.

## Interlands
| Datum            | Plaats                   | Wedstrijd                   | Uitslag | Competitie           | Kreeg geel | Kreeg voor de tweede keer geel en dus rood | Weggestuurd |
| ---------------- | ------------------------ | --------------------------- | ------- | -------------------- | ---------- | ------------------------------------------ | ----------- |
| 31 mei 2012      | Kufstein, Oostenrijk     | Armenië – Griekenland       | 0 – 1   | Vriendschappelijk    | 4          | 0                                          | 0           |
| 5 maart 2014     | Győr, Hongarije          | Hongarije – Finland         | 1 – 2   | Vriendschappelijk    | 2          | 0                                          | 0           |
| 31 mei 2014      | Hartberg, Oostenrijk     | Iran – Angola               | 1 – 1   | Vriendschappelijk    | 4          | 0                                          | 0           |
| 18 november 2014 | Genua, Italië            | Italië – Albanië            | 1 – 0   | Vriendschappelijk    | 0          | 0                                          | 0           |
| 23 maart 2016    | Poznań, Polen            | Polen – Servië              | 1 – 0   | Vriendschappelijk    | 0          | 0                                          | 0           |
| 29 mei 2016      | Hartberg, Oostenrijk     | Albanië – Qatar             | 3 – 1   | Vriendschappelijk    | 1          | 0                                          | 0           |
| 6 juni 2017      | Graz, Oostenrijk         | Oekraïne – Malta            | 0 – 1   | Vriendschappelijk    | 2          | 0                                          | 0           |
| 14 november 2017 | Boedapest, Hongarije     | Hongarije – Costa Rica      | 1 – 0   | Vriendschappelijk    | 2          | 0                                          | 0           |
| 1 juni 2018      | Sankt Pölten, Oostenrijk | Australië - Tsjechië        | 4 – 0   | Vriendschappelijk    | 1          | 0                                          | 0           |
| 4 juni 2018      | Graz, Oostenrijk         | Servië – Chili              | 0 – 1   | Vriendschappelijk    | 3          | 0                                          | 0           |
| 8 september 2019 | Amarousio, Griekenland   | Griekenland – Liechtenstein | 1 – 1   | EK 2020 kwalificatie | 3          | 0                                          | 0           |